# Jaroslav Stuchlík (psychiatr)
Jaroslav Stuchlík (22. dubna 1890 Uhlíře – 8. prosince 1967 Praha) byl český psychiatr, psychoanalytik, psycholog a sociolog. V Československu byl průkopníkem psychoanalýzy.

## Život
Maturoval na reálce v Kutné Hoře (1909). Vystudoval přírodní vědy a lékařství na curyšské univerzitě. V letech 1912/13 dokončil studia na klinice Emila Kraepelina v Mnichově. V letech 1913-1914 pracoval v Burghölzli, psychiatrické klinice curyšské univerzity, jako asistent Eugena Bleulera. Od roku 1917 pracoval ve Vídni. Znal se se Sigmundem Freudem, C. G. Jungem a Alfredem Adlerem. Po vzniku Československa působil jako primář na neuropsychiatrickém oddělení Státní nemocnice v Košicích; jeho žákem a asistentem tam byl Emanuel Windholz.  V roce 1945 byl jmenován přednostou psychiatrické kliniky v Plzni. Od roku 1946 byl profesorem psychiatrie na Univerzitě Komenského v Bratislavě. V roce 1948 byl jmenován profesorem. V roce 1949 byl suspendován. Jeho hlavní dílo Nárys psychoterapie a psychohygieny bylo v roce 1949, v důsledku změny politických poměrů, skartováno.

## Dílo (výběr)
- STUCHLÍK, Jaroslav. O psychoanalyse. Časopis lékařů českých. 1916, čís. 29/30.

- STUCHLÍK, Jaroslav. Profylaxe nemocí mozkových. Uhlířské Janovice: Knihovna Nových názorů, 1923. 160 s. Dostupné online.
- STUCHLÍK, Jaroslav. Neofatické polyglotie psychotiků. Praha: Triton, 2006. 502 s. ISBN 80-7254-693-7.